# Ученик булочника из Венеции
Ученик булочника из Венеции (итал. Il fornaretto di Venezia) — франко-итальянский фильм-драма 1963 года, поставленный итальянским режиссером Дуччо Тессари по роману Франческо Даль’Онгаро.

## Сюжет
В Венеции в 1500 году был обнаружен молодой булочник, склонившийся над трупом графа Альвизе Гуоро. Несправедливо обвиненный в преступлении, он был подвергнут жестоким пыткам. Уставший от угрызений совести, граф Лоренцо Барбо признался, что он убил дворянина, но булочник всё равно будет казнен.

## В ролях
- Мишель Морган — графиня София Зено
- Энрико Мария Салерно — граф Лоренцо Барбо
- Сильва Кошчина — Клеменца Барбо
- Жак Перрен — Пьетро
- Стефания Сандрелли — Аннелла
- Гастоне Москин — Гарцони
- Фред Уильямс — Альвизе Гуоро
- Уго Аттаназио — Морозини
- Марио Брега — Бартоло